# York—Sunbury
Pour les articles homonymes, voir York.
York—Sunbury était une circonscription électorale fédérale du Nouveau-Brunswick, Canada, dont le représentant a siégé à la Chambre des communes de 1914 à 1987. 

## Histoire
Cette circonscription a été créée en 1914 par la fusion de la circonscription de York et de la partie du Comté de Sunbury de la circonscription de Sunbury—Queen's. 
En 1966, la partie du comté d'York comprenant les paroisses de Canterbury, McAdam, Manners Sutton et North Lake a été enlevée pour être intégrée à la circonscription de Carleton—Charlotte.
En 1976, ce sont les paroisses de Gladstone et Blissville (Comté de Sunbury) et Dumfries, Prince William et une partie de celle de New Maryland (Comté d'York) qui sont elles aussi intégrées à Carleton—Charlotte.
Elle a été abolie en 1987 lorsqu'elle a été répartie entre les circonscriptions de Carleton—Charlotte, Fredericton et Miramichi.

## Liste des députés successifs
Cette circonscription fut représentée par les députés suivants :
|  | Législature | Date élection     | Député                    | Profession | Parti                     |
|  | ----------- | ----------------- | ------------------------- | ---------- | ------------------------- |
|  | 13e         | 17 décembre 1917  | Harry Fulton McLeod       | Avocat     | Parti gouvernemental      |
|  | ¹           | 28 mai 1921       | Richard Burpee Hanson     | Avocat     | Conservateur              |
|  | 14e         | 6 décembre 1921   | Richard Burpee Hanson     | Avocat     | Conservateur              |
|  | 15e         | 29 octobre 1925   | Richard Burpee Hanson     | Avocat     | Conservateur              |
|  | 16e         | 14 septembre 1926 | Richard Burpee Hanson     | Avocat     | Conservateur              |
|  | 17e         | 28 juillet 1930   | Richard Burpee Hanson     | Avocat     | Conservateur              |
|  | 18e         | 14 octobre 1935   | William George Clark      | Marchand   | Libéral                   |
|  | 19e         | 26 mars 1940      | Richard Burpee Hanson     | Avocat     | Gouvernement national     |
|  | 20e         | 11 juin 1945      | Hedley Francis G. Bridges | Avocat     | Libéral                   |
|  | ²           | 20 octobre 1947   | Milton Fowler Gregg       | Educateur  | Libéral                   |
|  | 21e         | 27 juin 1949      | Milton Fowler Gregg       | Educateur  | Libéral                   |
|  | 22e         | 10 août 1953      | Milton Fowler Gregg       | Educateur  | Libéral                   |
|  | 23e         | 10 juin 1957      | John Chester Macrae       | Professeur | Progressiste-conservateur |
|  | 24e         | 31 mars 1958      | John Chester Macrae       | Professeur | Progressiste-conservateur |
|  | 25e         | 18 juin 1962      | John Chester Macrae       | Professeur | Progressiste-conservateur |
|  | 26e         | 8 avril 1963      | John Chester Macrae       | Professeur | Progressiste-conservateur |
|  | 27e         | 8 novembre 1965   | John Chester Macrae       | Professeur | Progressiste-conservateur |
|  | 28e         | 25 juin 1968      | John Chester Macrae       | Professeur | Progressiste-conservateur |
|  | 29e         | 30 octobre 1972   | J. Robert Howie           | Avocat     | Progressiste-conservateur |
|  | 30e         | 8 juillet 1974    | J. Robert Howie           | Avocat     | Progressiste-conservateur |
|  | 31e         | 22 mai 1979       | J. Robert Howie           | Avocat     | Progressiste-conservateur |
|  | 32e         | 18 février 1980   | J. Robert Howie           | Avocat     | Progressiste-conservateur |
|  | 33e         | 4 septembre 1984  | J. Robert Howie           | Avocat     | Progressiste-conservateur |

¹ Election partielle à la suite du décès de M. McLeod
² Election partielle à la suite du décès de M. Bridges